# Elekta
Elekta is een Zweeds technologiebedrijf dat zich richt op het maken van toestellen en software voor radiotherapie, radiochirurgie en andere hulpmiddelen bij de behandeling van tumorweefsels (zoals vormen van kanker). De producten van het bedrijf bestaan voornamelijk uit lineaire versnellers en software voor het opstellen en opvolgen van bestralingsplannen.
Elekta werd in 1972 opgericht door hoogleraar neurochirurgie Lars Leksell en zijn zoon Laurent Leksell. Zij spitsten zich toe op de ontwikkeling van apparatuur voor stereotactische bestraling en radiochirurgie. Sinds 1994 is het bedrijf genoteerd aan de beurs van Stockholm met ticker EKTAb.
In 2019 maakte het bedrijf zijn vijfduizendste lineaire versneller en in 2021 telde het bedrijf ongeveer 4200 werknemers.
Varian Medical Systems is een concurrerend bedrijf uit de Verenigde Staten en is sinds 2020 in handen van het Duitse Siemens.